# Vodní nádrž Nechranice
Vodní nádrž Nechranice je přehradní nádrž na řece Ohři. Byla vybudovaná v letech 1961 až 1968, zejména jako zdroj vody pro nedaleké elektrárny Tušimice. S rozlohou 13,4 km² je pátou největší přehradní nádrží, pátou největší vodní plochou na území České republiky a také přehradní nádrž s nejdelší sypanou přehradní hrází ve střední Evropě (3280 metrů). Je také využívána k rekreaci; její část byla vyhlášena jako Ptačí oblast a je také součástí soustavy chráněných území Natura 2000.

## Poloha
Leží v severních Čechách, v Ústeckém kraji, v okrese Chomutov, mezi městy Kadaň, Chomutov a Žatec. Levá (severní) část nádrže i celá hráz spadá do katastrálního území Březno u Chomutova (do nějž patří i vesnice Nechranice nacházející se bezprostředně pod hrází), jižní část nádrže je rozdělena do katastrálních území Vikletice, Vadkovice a Poláky (patřících k obci Chbany). Na západní a severozápadní straně končí u břehu nádrže katastrální území obce Rokle a kadaňské katastrální území Tušimice.
Severozápadně od nádrže se nachází Běšický chochol, popílkoviště a Elektrárna Tušimice II, na západě rozvodna Hradec u Kadaně. Okolními sídly jsou Březno na severu, osada Kopeček, obce Střezov a Holetice na severovýchodě, Vičice, Stranná, Nechranice, Soběsuky a Roztyly na východě, Chbany a Přeskaky na jihovýchodě, Vikletice, Vadkovice, Malé Krhovice a Poláky na jihu, Hořenice na jihozápadě a Nová Víska u Rokle na západě.
Výstavba a zatopení byla příčinou zániku vesnic Běšice, Chotěnice, Čermníky, Dolany, Drahonice a Lomazice. Zatopeny byly pozůstatky části železniční trati Žabokliky – Březno u Chomutova provozované v letech 1873 až 1879.
Jižně od přehrady vede silnice silnice II/225, z níž se nad Malými Krhovicemi odděluje silnice III/22512 vedoucí přes hráz. Při jejím severním konci se kříží se silnicí II/568. Ta vede z Kadaně do Března, téměř v celé délce ji kopíruje březenská část Kadaňsko-tušimické dráhy.

## Přírodní poměry

### Hydrologické údaje
Vodní nádrž shromažďuje vodu z povodí o rozloze 3590 km², ve dlouhodobý roční průměr srážek je 722 milimetrů. Průměrný roční průtok je 30,7 m³/s a neškodný odtok dosahuje 170 m³/s.
| N             | 1   | 5   | 10  | 50  | 100 |
| ------------- | --- | --- | --- | --- | --- |
| Průtok (m³/s) | 199 | 372 | 453 | 657 | 753 |

### Ochrana přírody
Vodní hladina s přilehlými břehy je chráněna jako ptačí oblast Nádrž vodního díla Nechranice, byla vyhlášená v říjnu 2004 k ochraně husy polní (Anser fabalis) a dalších druhů zimujících vodních ptáků. Ptačí oblast měří 11,9 km² a nachází se v nadmořské výšce 270 až 274 metrů. Zasahuje do katastrálních území Březno u Chomutova, Poláky, Rokle, Tušimice, Vadkovice a Vikletice a v malé míře se překrývá s přírodní památkou Želinský meandr a s přírodní rezervací Běšický chochol (resp. se stejnojmennými evropsky významnými lokalitami).

## Vodní elektrárna
- typ turbíny = Kaplanova
- počet turbín = 2
- hltnost = 2 × 16 m³/s
- výkon = 2 × 5 MW

## Archeologické nálezy
V roce 2015 odkryli archeologové na břehu přehrady 48 středověkých hrobů z 12. století. Průzkum raně středověkého pohřebiště v Polákách byl umožněn nízkou hladinou vody v nádrži. Odborníci předpokládají, že v lokalitě může být dalších až 200 hrobů a zbytky kostelíku.

## Rybolov
Nejdelší v nádrži ulovené štiky měřily až 135 centimetrů.

## Galerie

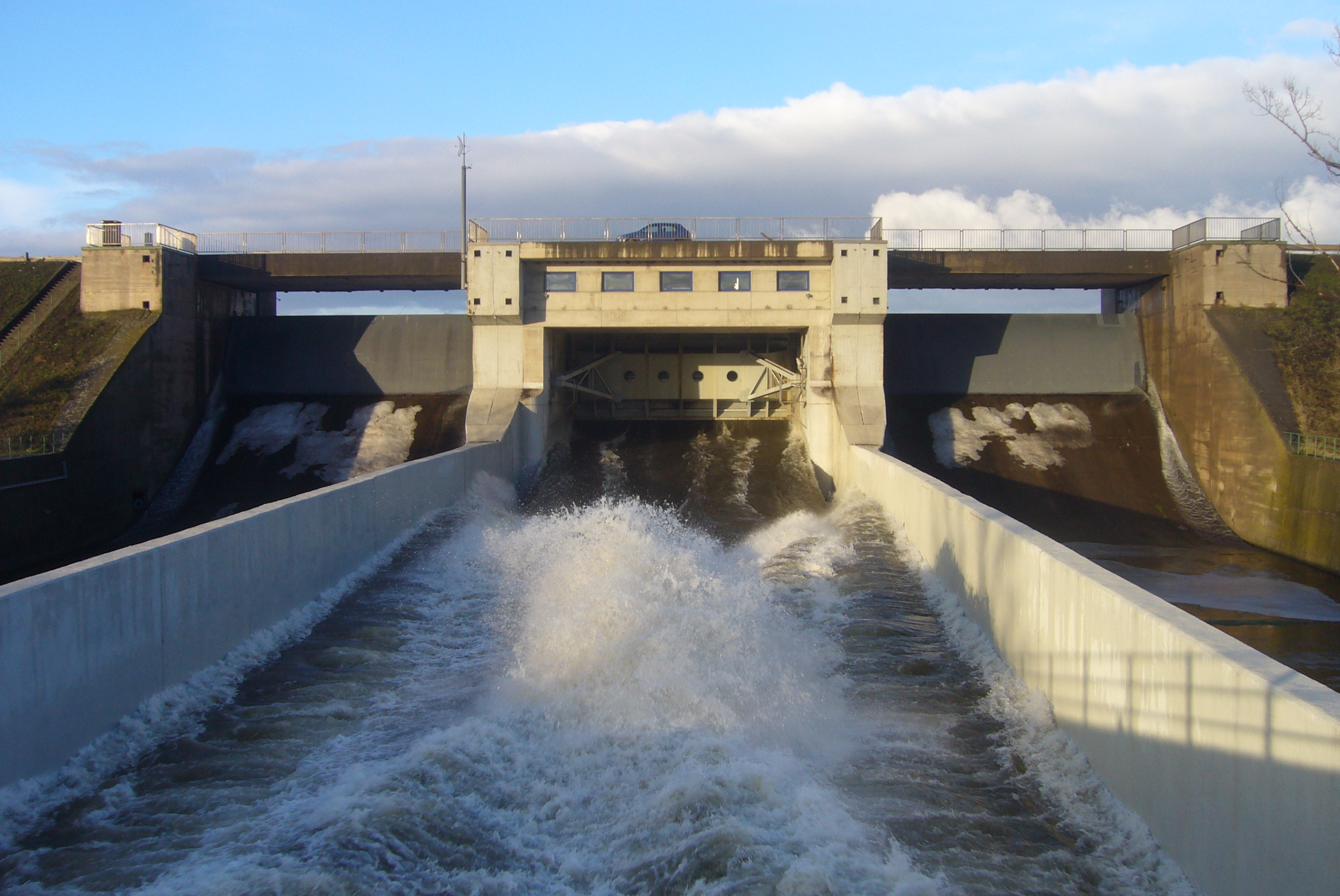
Bezpečnostní přeliv
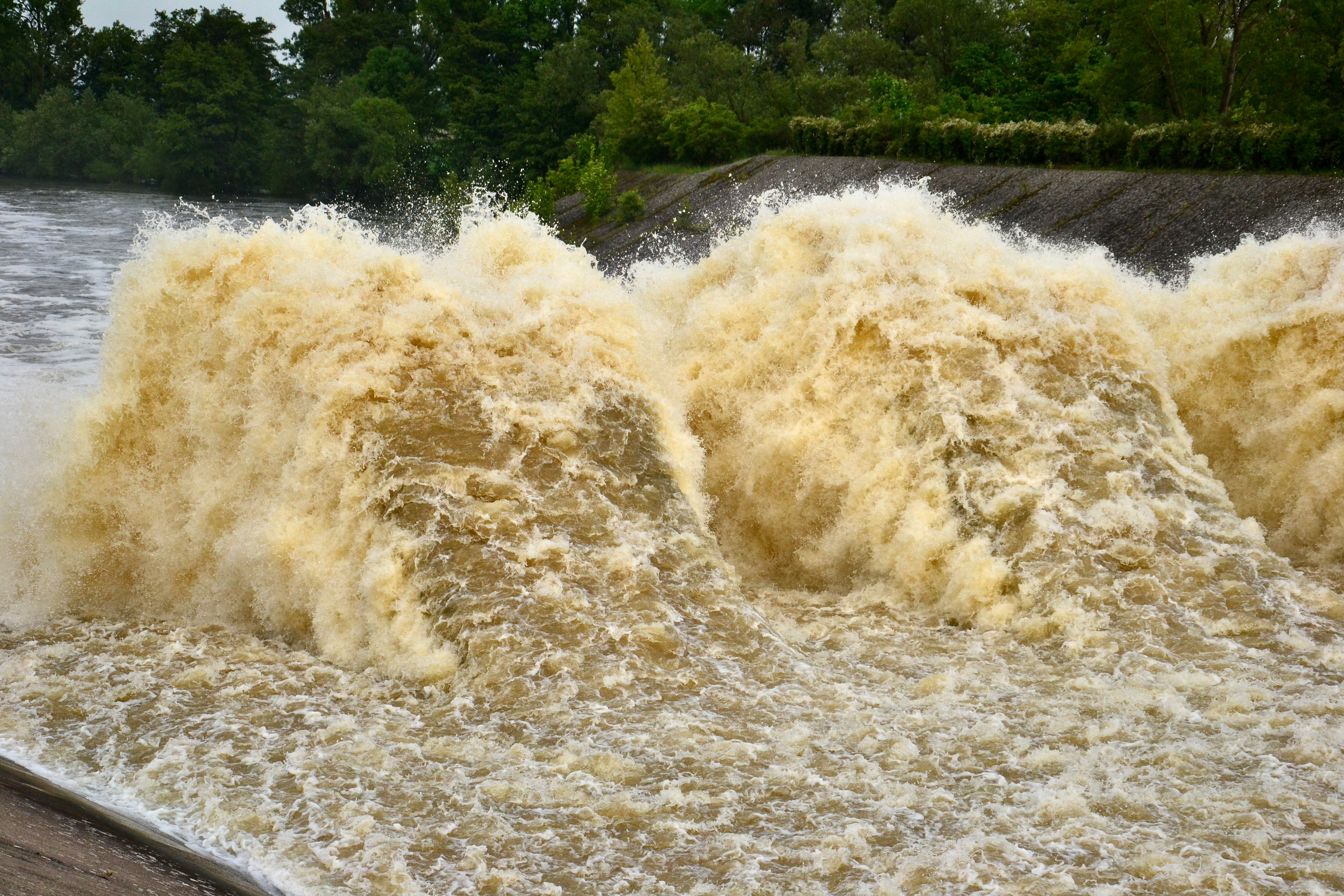
Rozražeč vody
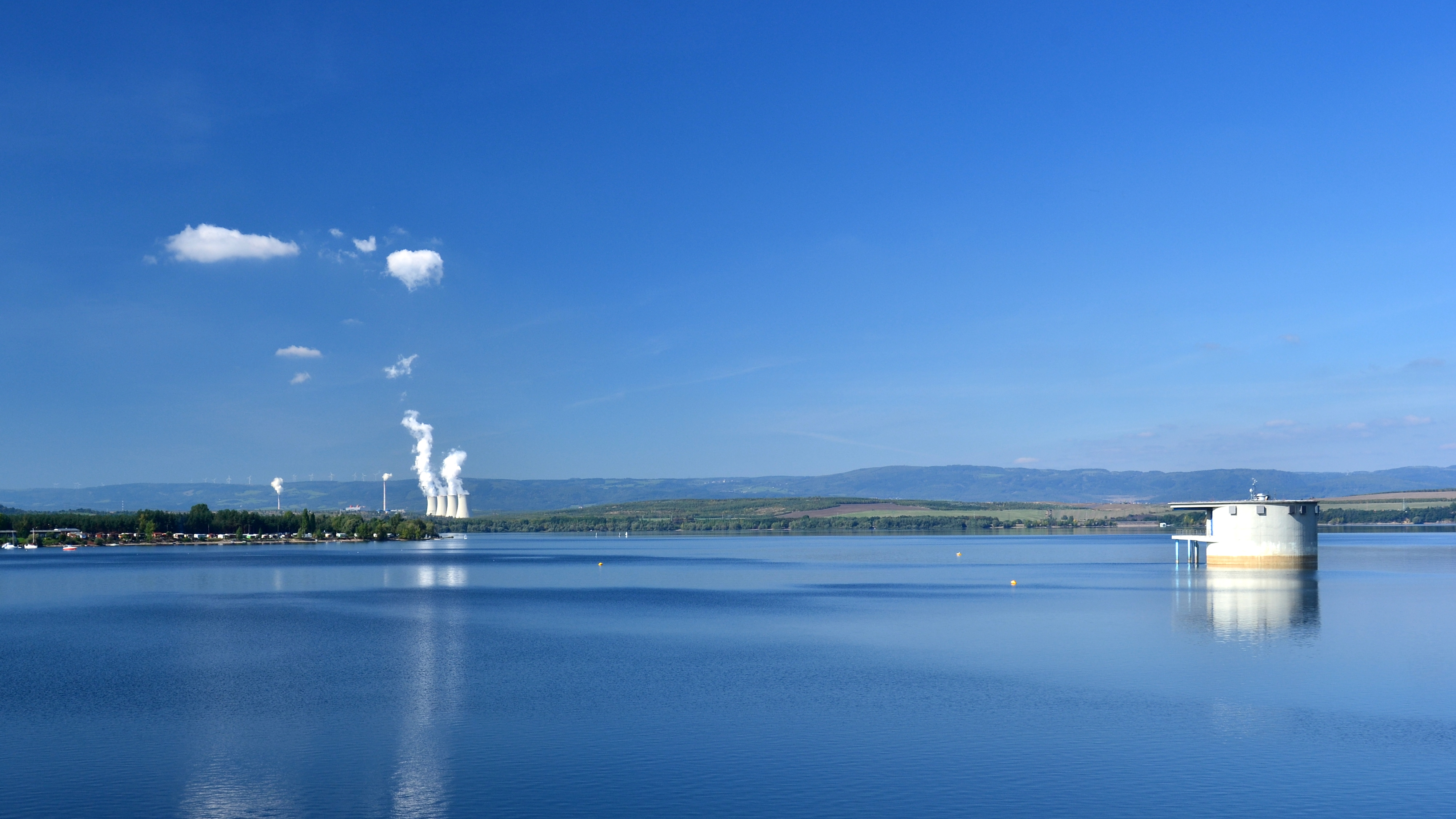
Pohled z hráze na věžový objekt
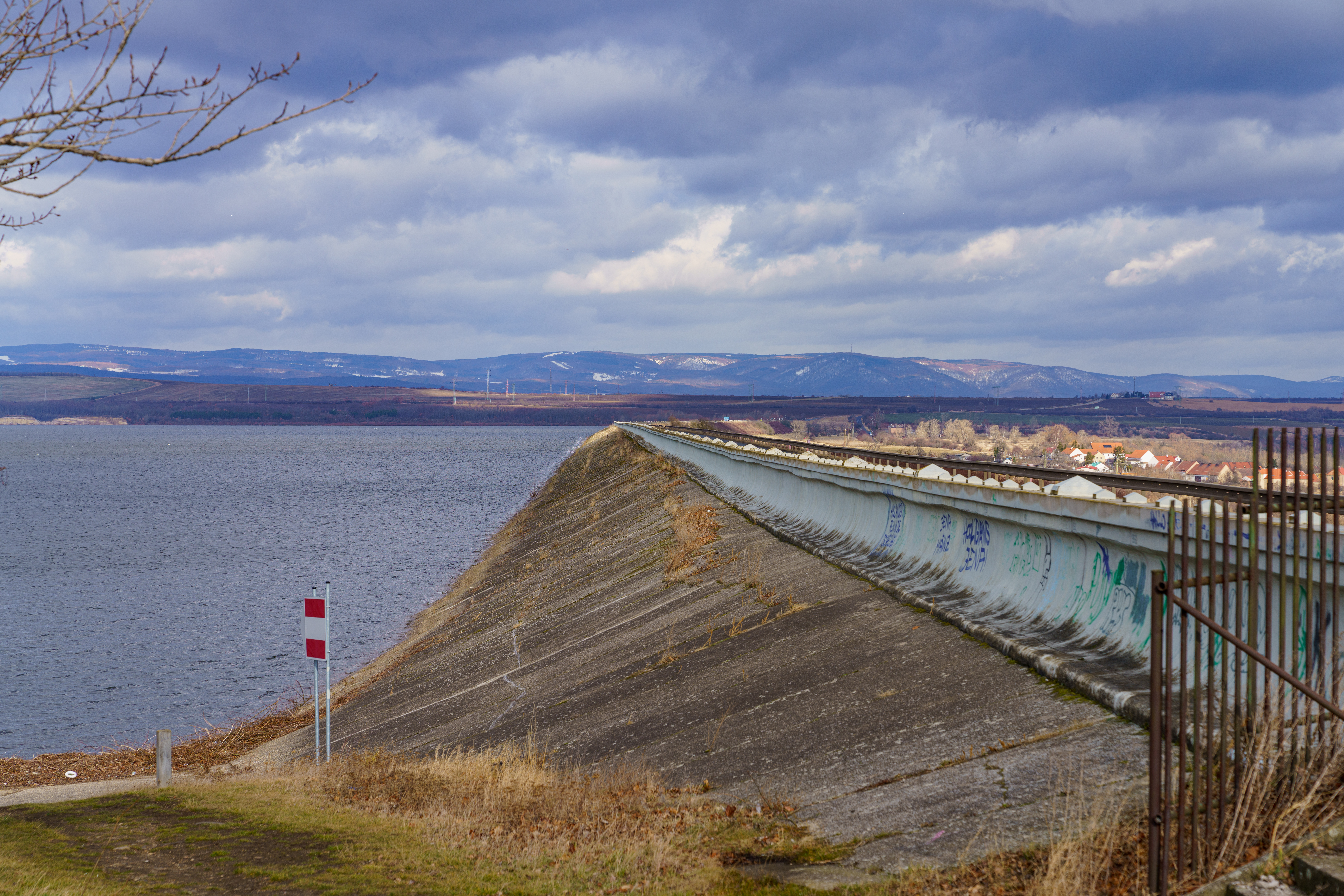
Sypaná hráz s Krušnými horami v pozadí